# 形原松平家
形原松平家（かたのはらまつだいらけ）は、松平氏の庶流にあたる武家・華族だった家。松平信光の四男・与副を祖とし、江戸時代には譜代大名（丹波亀山藩主）、維新後は華族の子爵家に列した。

## 歴史

### 戦国時代
松平信光の四男与副（与嗣とも）が三河国宝飯郡形原（現・愛知県蒲郡市形原町）750貫文を領して形原松平家と称したのに始まる。与副の弟である松平光重（大草松平家）及びその三男である貞光も形原に拠点を持っていたとされ、初期（天文年間まで）には与副系統と貞光系統があったとする説もある。また、与副と伝えられる人物は光忠が正しい実名で、与副は2代目である貞副の誤記が父親の実名と誤認されたとする説もある。
形原は天然の良港であり、この地を狙う近隣の深溝松平家や幡豆小笠原氏との所領争いが絶えなかった。そのため、形原松平家の動向もこの両氏との争いに左右されることが多く、一般的には4代・松平家広の頃より安祥松平家の徳川家康に従ったとされるものの、家広の頃には今川氏に形原を奪われて今川方の奥平貞友が進出している時期があることや、桶狭間の戦い後に深溝松平家との争いをきっかけに今川氏真に寝返り、その後今度は今川方の幡豆小笠原氏との争いをきっかけに家康の下に帰参したことが明らかになっている。
5代・松平家忠は長篠の戦いで武功を上げ、6代・家信も小牧・長久手の戦いや小田原征伐で武功を上げた。家康が関東に移封されると、上総国五井藩に移されるが、五井は地理的条件が形原に似ており、また当時の徳川水軍の一翼を担っていたとみられている。

### 江戸時代
元和4年（1618年）、家信に故地である三河国形原藩1万石が与えられ、大名となる。その後、家信は翌年の摂津国高槻藩2万石への移封を経て、寛永12年（1635年）に下総国佐倉藩4万石へ移封された。高槻・佐倉への移封によって海上と切り離された形原松平家は譜代大名として新たな発展を遂げることになる。
康信の代の寛永17年（1640年）に高槻に3万6千石で再封され、さらに慶安2年（1649年）に丹波国篠山藩5万石へ移封された。信岑の代の寛延元年（1748年）に丹波亀山藩5万1千石に移封され、以降廃藩置県まで同地で固定された。
最後の藩主信正は、幕末期には佐幕派だったが王政復古後、旧・幕府勢力が朝敵となると見限り、東征軍山陰道鎮撫総督西園寺公望に帰順して以降、官軍に参加した。

### 明治以降
最後の藩主信正は、明治2年（1869年）6月19日版籍奉還により亀岡藩知事に任じられ（この際に藩名を亀山から亀岡に改名した）、明治4年（1871年）7月14日の廃藩置県まで藩知事を務めた。
明治2年（1869年）6月17日の行政官達で公家と大名家が統合されて華族制度が誕生すると形原松平家も大名家として華族に列した。1884年（明治17年）7月7日の華族令の施行で華族が五爵制になると、同月8日に旧・小藩知事として信正が子爵に列せられた。信正は図書頭、大蔵省御用掛、四等検査官、帝室制度取調掛検査院第二課長、元老院書記官、貴族院の子爵議員などを歴任した。
3代子爵信美の代に形原松平子爵家の邸宅は京都市上京区衣笠殿町にあった。